# 乙酸异冰片酯
乙酸异冰片酯（Isobornyl acetate），别名醋酸异冰片酯、乙酸异龙脑酯。CAS号125-12-2 。分子式C12H20O2。

## 性质
具有松香樟脑气味的无色结晶粉末。熔点29°C，沸点220–224°C。相对密度0.978（20/4℃）。折光率1.463–1.465。闪点71°C。几乎不溶于水和甘油，溶于乙醇和乙醚。毒性轻微。

## 制备及反应
莰烯与冰醋酸在硫酸催化之下发生乙酰化反应，得到乙酸冰片酯与乙酸异冰片酯的混合物。经过水洗、蒸馏，得到乙酸异冰片酯成品。
它经水解、氧化后可以得到樟脑。

## 用途
用作日用化学品的加香剂，用于肥皂、花露水、爽身粉和空气喷雾剂等。